# Lepadella pejleri
Lepadella pejleri är en hjuldjursart som beskrevs av Bente Eriksen 1969. Lepadella pejleri ingår i släktet Lepadella och familjen Lepadellidae. Inga underarter finns listade i Catalogue of Life.